# Telenomus kurenzovi
Telenomus kurenzovi is een vliesvleugelig insect uit de familie van de Scelionidae. De wetenschappelijke naam van de soort is voor het eerst geldig gepubliceerd in 1969 door Boldaruyev.